# Bolesław oleśnicki
Bolesław Oleśnicki (ur.  między 1293 a 1296, zm. w 1320 lub 1321) – 1309–1312 razem z braćmi nad całością ojcowizny (księstwo głogowsko-żagańskie, oraz wielkopolskie), w latach 1312–1313 razem z bratem Konradem w Oleśnicy, Namysłowie, Gnieźnie i Kaliszu, 1313–1314 samodzielny książę gnieźnieński, od 1313 samodzielny książę oleśnicki.

## Biografia
Bolesław był trzecim w kolejności synem Henryka III głogowskiego i Matyldy brunszwickiej. W momencie zgonu ojca Bolesław nie był jeszcze pełnoletni, za takiego został uznany dopiero w 1312 roku. Nie przeszkodziło to Bolesławowi udać się wcześniej razem ze starszymi braćmi Konradem i Henrykiem IV na rokowania do Berlina, gdzie 3 marca 1310 roku uroczyście zrzekli się za pieniądze swoich praw do Pomorza Gdańskiego Brandenburgii (nie załatwiło to sprawy niewypłacalności książąt głogowskich, wobec czego byli oni zmuszeni do zastawienia Askańczykom Krosna Odrzańskiego i Żagania z okręgami, odzyskanymi dopiero w 1319 roku).
29 lutego 1312 roku nastąpił pierwszy podział dziedzictwa ojcowego: Bolesław tymczasowo jeszcze razem z bratem Konradem, otrzymali wschodni pas dzielnicy tj. księstwo kalisko-gnieźnieńskie, oraz oleśnicko-namysłowskie. Zgodne współrządy ze starszym bratem trwały tylko niespełna rok i ostatecznie w 1313 roku Bolesław został księciem oleśnickim i gnieźnieńskim.
Nad przyszłością władztwa Głogowczyków zbierały się jednak coraz większe czarne chmury. Z pretensjami do ziem przez nich zarządzanych wystąpili Władysław Łokietek, oraz książęta legnicko-brzesko-wrocławscy (Bolesław III Rozrzutny i Henryk VI Dobry). Wyniku wojny jaka się wówczas rozegrała Bolesław razem z braćmi został zmuszony do oddania Henrykowi i Bolesławowi grodów w Urazie, Wołowie i Lubiążu, zaś Władysławowi Łokietkowi większość obszaru Wielkopolski. Do straty spadku wielkopolskiego przyczynił się dodatkowo bunt miejscowych poddanych niezadowolonych z podzielenia jednolitej dotąd dzielnicy pomiędzy braci.
Bolesław Oleśnicki zmarł niespodziewanie pomiędzy majem 1320 a kwietniem 1321 roku i został pochowany w nekropolii Piastów śląskich w klasztorze Cystersów w Trzebnicy. Książę nie pozostawił następców, a jego władztwo przypadło bratu Konradowi I oleśnickiemu.